# Wat Tyler

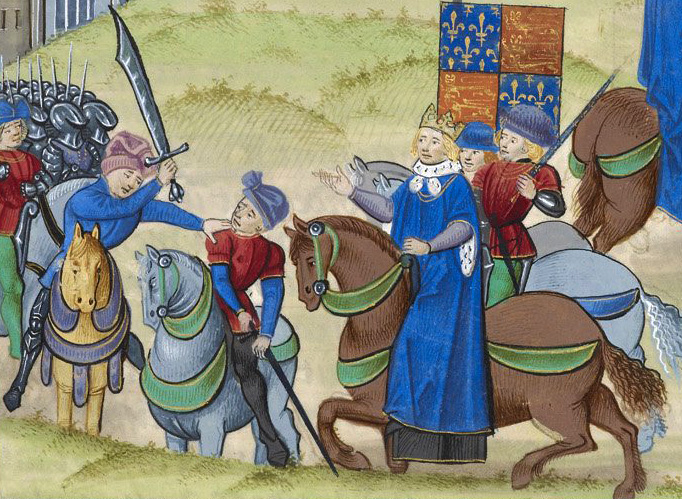
Wat Tyler wird von William Walworth, dem Bürgermeister von London, unter den Augen von Richard II. angegriffen

Wat Tyler (eigentlich Walter Tyler; * 4. Januar 1341; † 15. Juni 1381 in Smithfield, heute London) war ein englischer Bauernführer, der den Bauernaufstand von 1381 in England anführte; sein Nachname Tyler („Ziegelbrenner“) bezeichnet eigentlich seinen Beruf.
Der minderjährige König Richard II. ließ im Mai 1381 eine Kopfsteuer eintreiben, um den Krieg gegen Frankreich zu finanzieren. Angestachelt durch die Predigten des Priesters John Ball, scharte Wat Tyler eine Armee von Aufständischen um sich, nachdem die Bauern am 7. Juni Rochester Castle eingenommen hatten. Zuerst erhoben sich Bauern aus Essex, später folgten die aus Kent. Am 10. Juni nahmen sie Canterbury ein und zogen weiter nach London, nachdem sie zuvor am 13. Juni den Savoy Palace erobert hatten. Am selben Tag stürmten sie die London Bridge und zogen plündernd durch die Stadt. Eine Gruppe von Bauern drang in den Tower of London ein und tötete den Lordkanzler und Erzbischof von Canterbury Simon Sudbury sowie den Schatzkanzler Robert Hales.
Am 14. Juni begannen in Smithfield, unmittelbar nördlich der Stadt, Verhandlungen mit dem König. Bei den Gesprächen stellte Wat Tyler weitreichende radikale Forderungen, so die Konfiszierung von Kirchengütern und die Abschaffung von Leibeigenschaft und Ständeordnung. Der König war angeblich bereits zum Einlenken bereit. Doch Tyler provozierte die Gegenseite offenbar mit abfälligen Bemerkungen, und William Walworth, der Bürgermeister von London, zog sein Schwert und verletzte ihn durch einen Hieb in den Nacken schwer. Ein Knappe des Königs tötete daraufhin den vom Pferd gestürzten Rebellenführer. Richard II. konnte anschließend die empörten Bauern besänftigen.

## Rezeption
1794 verarbeitete Robert Southey Tylers Leben in dem nach ihm betitelten Gedicht Wat Tyler. Der Komponist Alan Bush und seine Frau Nancy als Librettistin schufen 1948–1950 die Oper Wat Tyler.
Der Musiker Frank Turner hat die Geschichte von Wat Tyler in seinem Lied Sons Of Liberty verarbeitet.
Zusammen mit dem Priester John Ball ist er Hauptperson in Oliver Steinkes historischem Roman Der Verrat von Mile End.
Danbert Nobacon, früherer Sänger der Band Chumbawamba, würdigte den Aufständischen in dem Lied „A Million Wat Tylers“.